# Pfarrhaus (Loppenhausen)

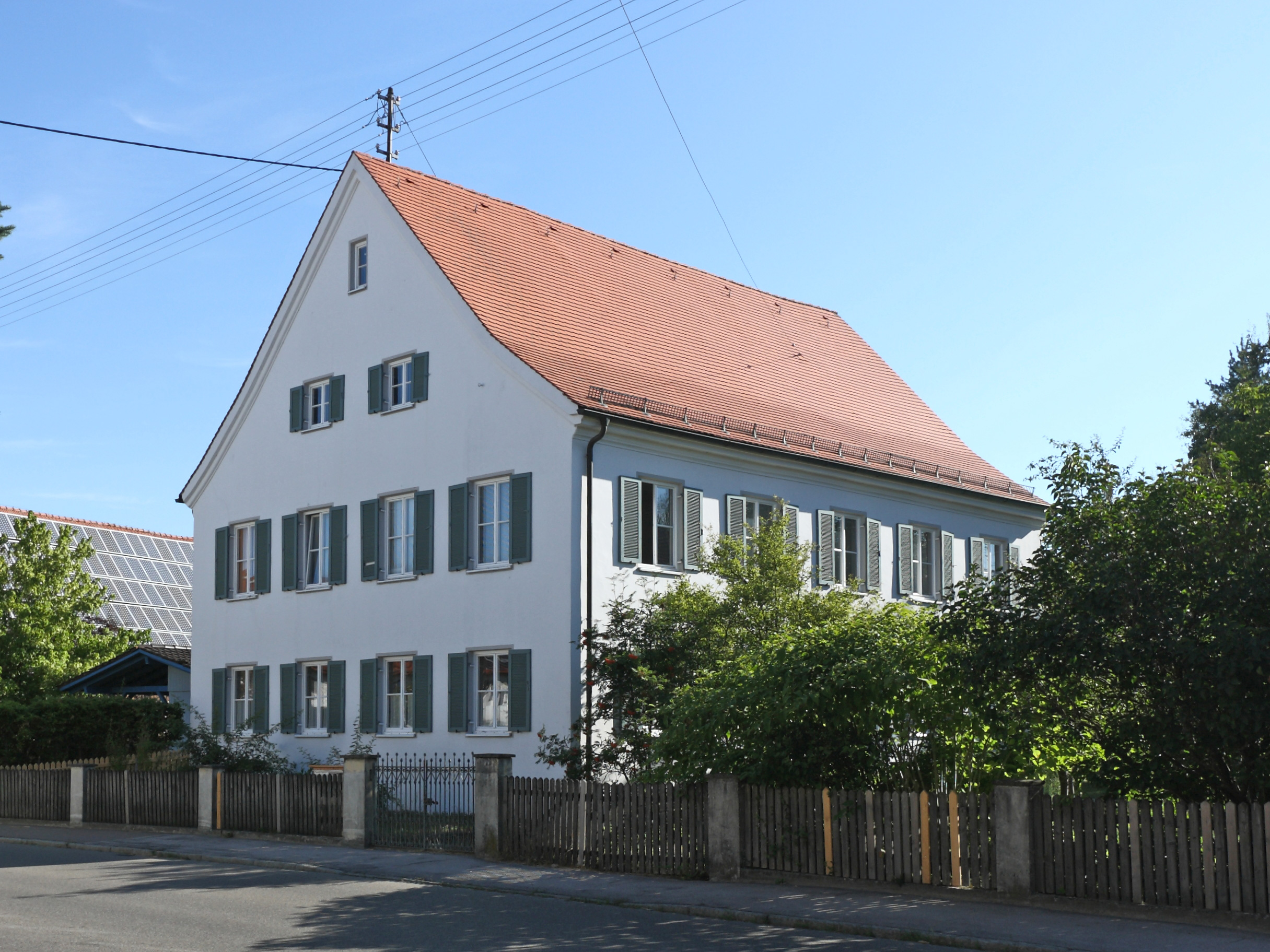
Loppenhausen Pfarrhaus

Das denkmalgeschützte Pfarrhaus befindet sich in der Hauptstraße 56 in Loppenhausen, einem Ortsteil der Gemeinde Breitenbrunn, im Landkreis Unterallgäu, Bayern. Es wurde im Jahr 1812 erbaut, besteht aus zwei Geschossen und ist mit einem Satteldach gedeckt. Das Haus besteht aus fünf zu vier Achsen und besitzt ein profiliertes Traufgesims. Gegenüberliegend auf der Südseite des Pfarrhauses steht der dazugehörige Stadel aus dem gleichen Baujahr. In der Mitte befindet sich ein Korbbogentor sowie ein Konsolengesims aus Holz. Gemalte Rahmungen, weiß auf rosa Grundfläche, finden sich um die Öffnungen. In der nordöstlichen Ecke des Pfarrgartens steht das 1812 errichtete quadratische Gartenhaus. Es besitzt ein profiliertes Traufgesims und ist mit einem Zeltdach gedeckt. An den Außenseiten finden sich noch Spuren der ehemaligen Bemalung an den Lisenen und der Türumrahmung.